# Wilhelm Gros
Wilhelm Emanuel Gros (* 6. Juli 1892 in Karlsruhe; † 22. August 1917 bei Vlissegem, Belgien) war ein deutscher Fußballspieler.

## Karriere

### Vereine
Gros spielte ab 1910 für den Karlsruher FV, mit dem er 1912 Deutscher Vizemeister wurde, sowie 1911 und 1912 die Süddeutsche Meisterschaft gewann. Direkt aus der Jugend gekommen wurde Gros in der Saison 1910/11, der Runde nach dem Gewinn der Deutschen Meisterschaft 1910, als Außenläufer Nachfolger von Hans Ruzek. Das erste Spiel in der Endrunde um die deutsche Fußballmeisterschaft absolvierte der „Zerstörer des gegnerischen Spielflusses und Ballabnehmer“ am 7. Mai 1911 in Fürth im Spiel gegen TuFC Tasmania Rixdorf. Der noch amtierende Deutsche Meister gewann das Spiel mit 4:0 Toren, Gros spielte an der Seite von Max Breunig und Hermann Bosch rechter Läufer und Fritz Förderer erzielte drei Tore. Im Halbfinale schied er mit seinen Mannschaftskameraden, ohne den überragenden Breunig, mit 0:2 Toren gegen den VfB Leipzig aus. In der Endrunde 1912 war er in den zwei siegreichen Spielen gegen den Kölner BC (8:1) und SpVgg Leipzig (3:1) aktiv, verlor aber mit dem KFV das Finale am 26. Mai in Hamburg mit 0:1 gegen Holstein Kiel. Insgesamt wird er in der Statistik mit fünf Endrundenspielen geführt.

### Auswahl-/Nationalmannschaft
Das Nachwuchstalent des KFV stand bereits am 25. Mai 1911 mit der Auswahl von Süddeutschland im Kronprinzenpokal in Berlin im Finale gegen die Auswahl von Norddeutschland. An der Seite der Vereinskollegen Ernst Hollstein und Hermann Bosch wurde das Endspiel mit 2:4 Toren nach Verlängerung verloren. Am 18. Februar 1912 gehörte der junge Karlsruher aber dem süddeutschen Pokalsiegerteam an, das sich erneut in Berlin mit 6:5 Toren gegen Brandenburg durchsetzen konnte. Er bildete dabei mit Karl Burger und Max Breunig die Läuferreihe von Süddeutschland.
Am 24. März 1912 bestritt sein einziges Länderspiel für die A-Nationalmannschaft, das in Zwolle gegen die Nationalmannschaft der Niederlande mit dem Ergebnis von 5:5 keinen Sieger fand. Gegen das „Oranje“-Team trat die DFB-Auswahl mit acht Spielern aus Karlsruhe an. Zwei vom FC Phönix – die zwei Flügelstürmer Karl Wegele und Emil Oberle –, sowie mit den sechs KFV-Akteuren Hollstein, Breunig, Gros, Fritz Förderer, Gottfried Fuchs und Julius Hirsch.

## Sonstiges
- Während des Ersten Weltkrieges starb er als Fliegeroffizier im August 1917 bei einem Beobachtungsflug über der Provinz Westflandern.
- Im Buch „90 Jahre Karlsruher FV 1891–1981“, ist er bereits in den zwei Spieljahren 1912/13 und 1913/14 nicht mehr im KFV-Spielerkader aufgeführt.